# Židovice (okres Jičín)
Židovice jsou obec v okrese Jičín v Královéhradeckém kraji. Nachází se patnáct kilometrů jižně od Jičína. Žije v ní 99 obyvatel.

## Název
Název vesnice je odvozen z osobního jména Žid ve významu ves lidí Židových. V historických pramenech se objevuje ve tvarech: in Zydowicz (1361), in Zidowicz (1401), in Zydowicz (1454), Zidowicze (1544), Zidovice (1654), Schidowicz nebo Židowicz (1790), Schidowitz (1835) a Židovice (1848).

## Historie
První písemná zmínka o obci pochází z roku 1361.

## Obyvatelstvo
| Rok            | 1869 | 1880 | 1890 | 1900 | 1910 | 1921 | 1930 | 1950 | 1961 | 1970 | 1980 | 1991 | 2001 | 2011 | 2021 |
| -------------- | ---- | ---- | ---- | ---- | ---- | ---- | ---- | ---- | ---- | ---- | ---- | ---- | ---- | ---- | ---- |
| Počet obyvatel | 287  | 280  | 253  | 293  | 300  | 272  | 296  | 217  | 220  | 194  | 159  | 126  | 131  | 112  | 95   |
| Počet domů     | 48   | 48   | 50   | 52   | 52   | 54   | 67   | 69   | 60   | 59   | 55   | 62   | 64   | 64   | 50   |

## Obecní správa
Mezi lety 1850–1985 byly Židovice obcí v okrese Jičín. Od 1. ledna 1986 do 23. listopadu 1990 patřily jako část města ke Kopidlnu a od 24. listopadu 1990 jsou opět samostatnou obcí.

## Pamětihodnosti
- Socha svatého Jana Nepomuckého na návsi

## Osobnosti
- Bohumír Bradáč (1885–1935), politik

## Galerie

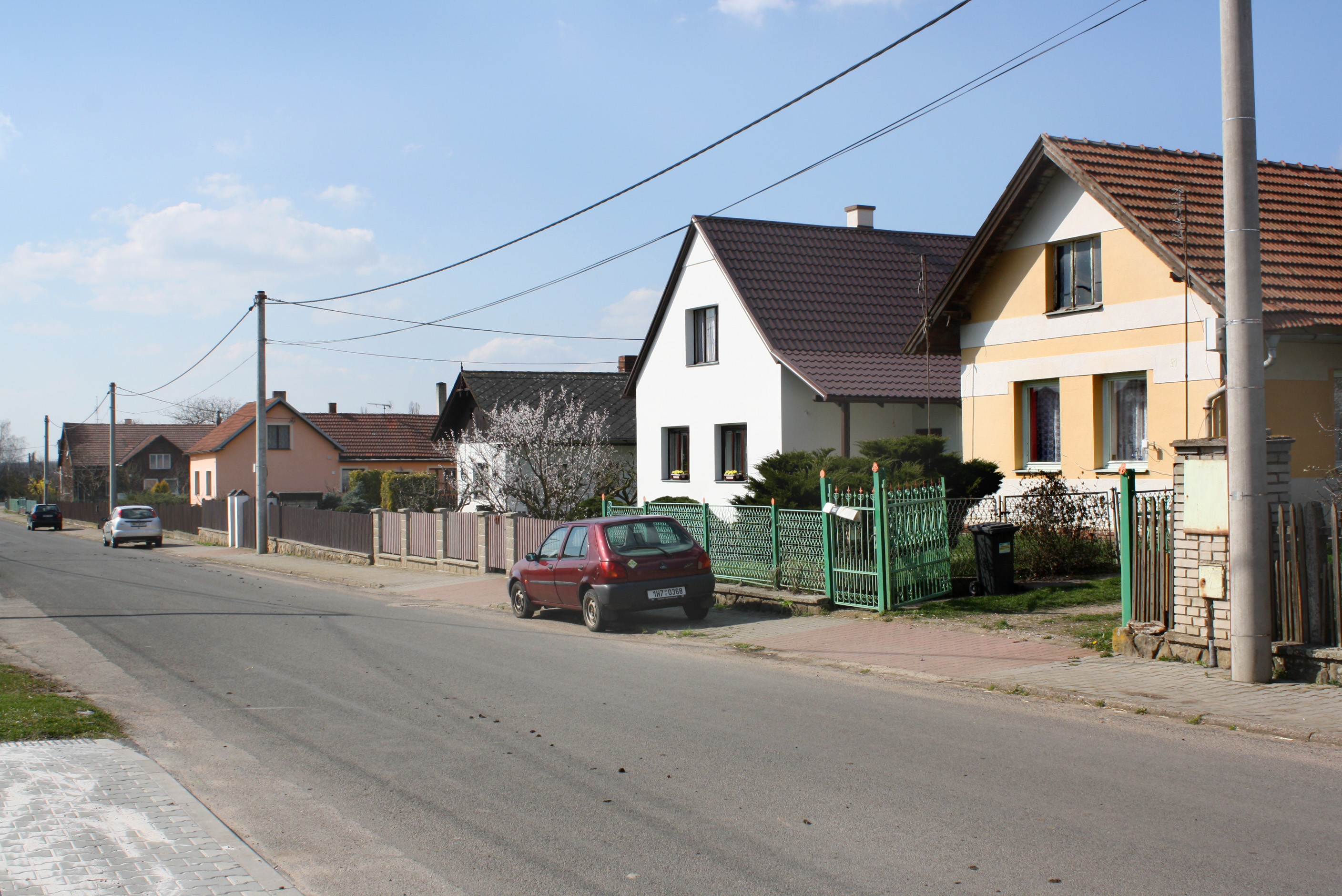
Hlavní silnice
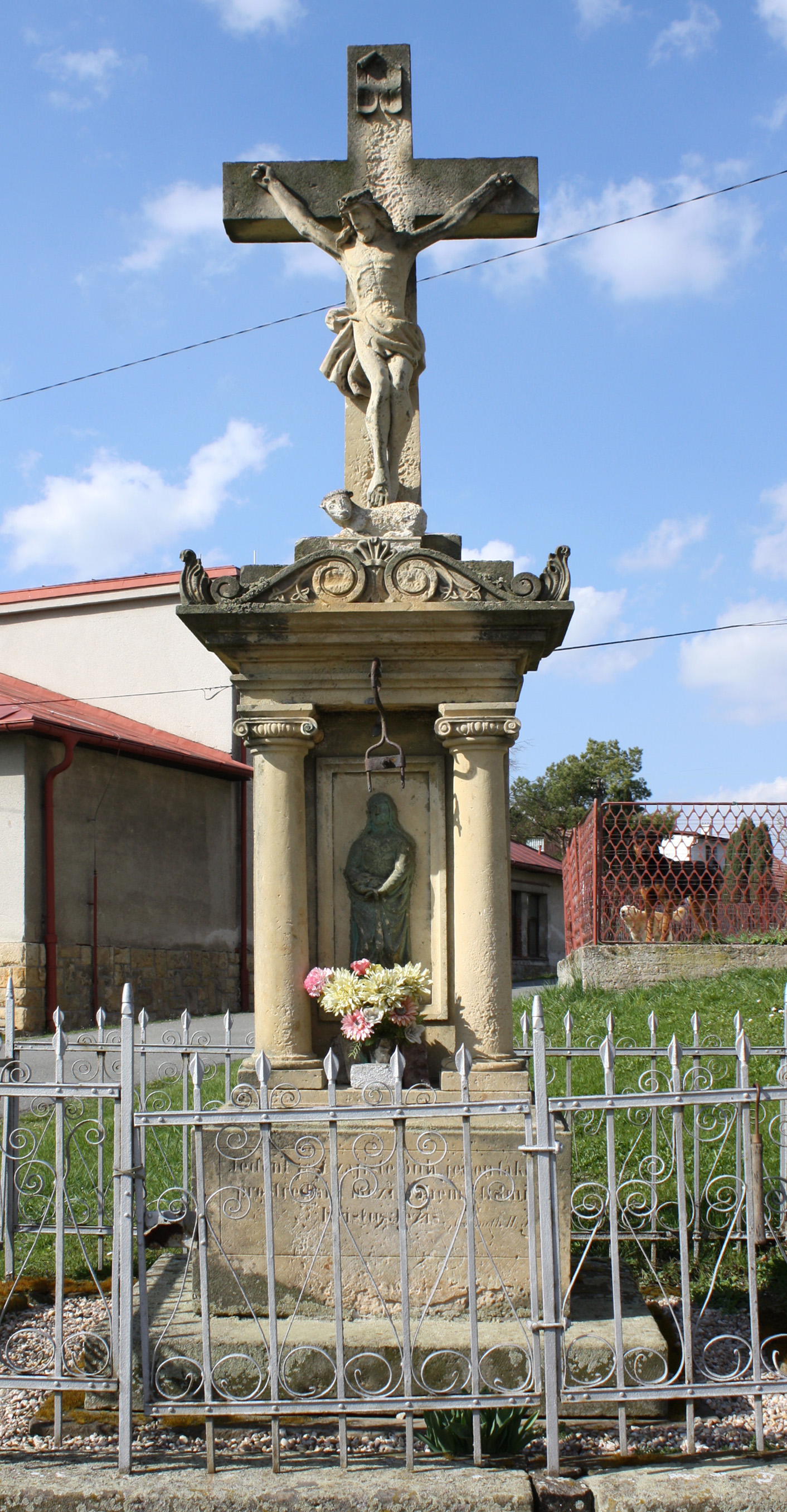
Křížek na návsi
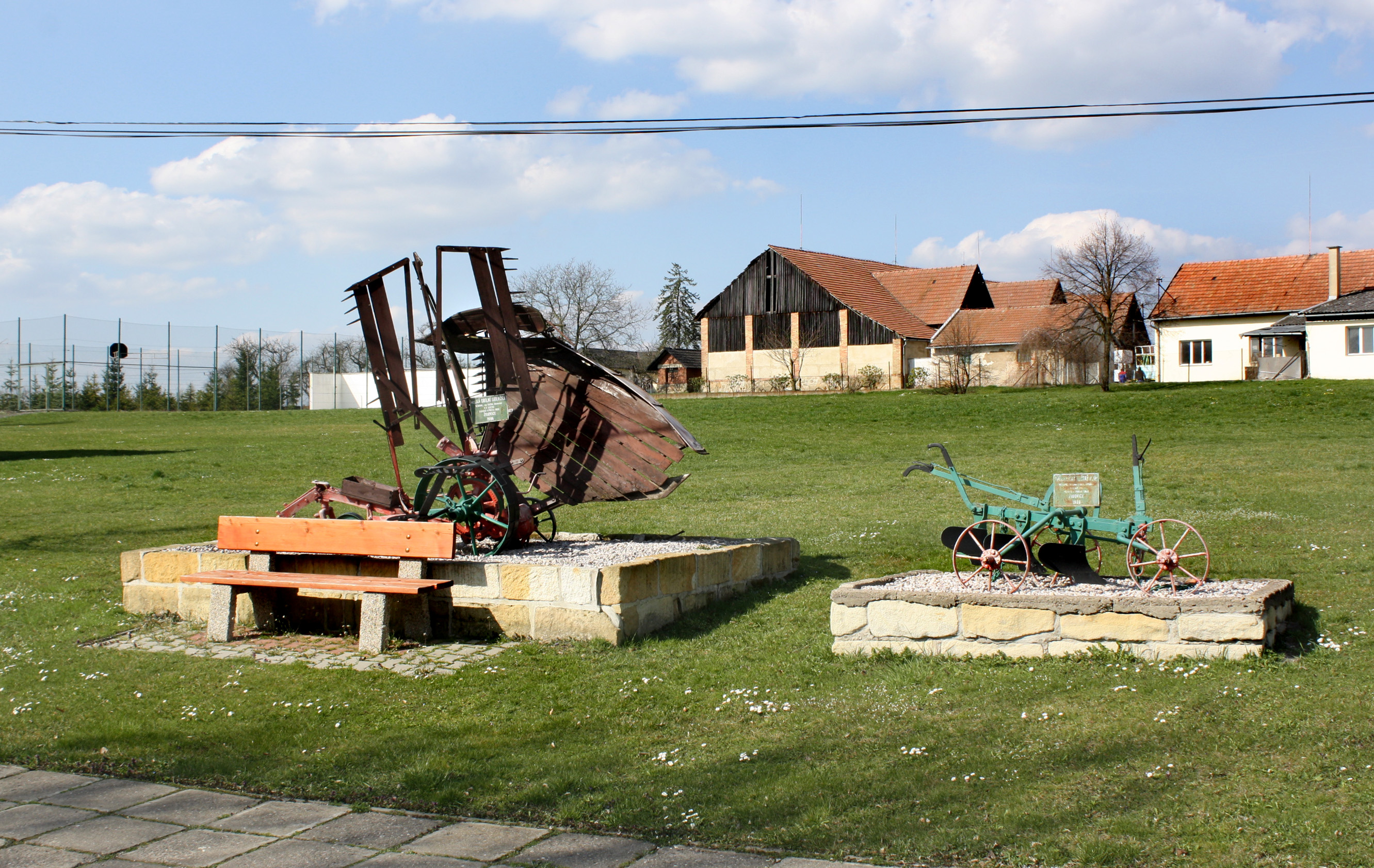
Historické zemědělské stroje na návsi